# Wonder Wheel
Wonder Wheel es una película dramática estadounidense del 2017 escrita y dirigida por Woody Allen. Con Kate Winslet, Justin Timberlake, Juno Temple y Jim Belushi como parte del elenco.

## Ambientación y trama
La historia está ambientada a fines de los años 1950 en un parque de atracciones de Coney Island. Los protagonistas malviven como trabajadores en las atracciones, en los bares y restaurantes del parque. La fotografía cargada de colores y la música resaltan las estrecheces y apuros en los que viven los personajes. La vivienda familiar, que es una prolongación del parque de atracciones, es uno de los escenarios principales donde vemos moverse a los personajes: una pareja mal avenida con el hijo de ella y la hija de él que tratan de cumplir sus ilusiones pero arrastran un pasado del que se arrepienten y quieren olvidar -alcoholismo, malos tratos, infidelidades, parejas equivocadas-.

### Inspiración
La fotografía de Vittorio Storaro nos devuelve al colorido intenso de los años 1950. El guion, pleno de personajes dramáticos, parece inspirarse y es a la vez un homenaje a Eugene O’Neill y Tennessee Williams. La voluntad e ilusiones de los personajes chocan con el destino azaroso de la sociedad y el pasado de los protagonistas.

## Exhibición y reparto
Wonder Wheel fue exhibida por primera vez al concluir el Festival de Cine de Nueva York el 15 de octubre de 2017. Posteriormente, el 1 de diciembre de 2017, la distribuidora Amazon Studios la estrenó en los cines estadounidenses y posteriormente en otros países del mundo.

### Reparto
- Kate Winslet como Ginny.
- Justin Timberlake como Mickey Rubin.
- Juno Temple como Carolina Rannell.
- Jim Belushi
- Tony Sirico
- Jack Gore
- Steve Schirripa
- Max Casella

## Premios
Premios Sant Jordi
| Categoría                           | Nominados    | Resultado |
| ----------------------------------- | ------------ | --------- |
| Mejor actriz en película extranjera | Kate Winslet | Ganadora  |